# Cruz peitoral

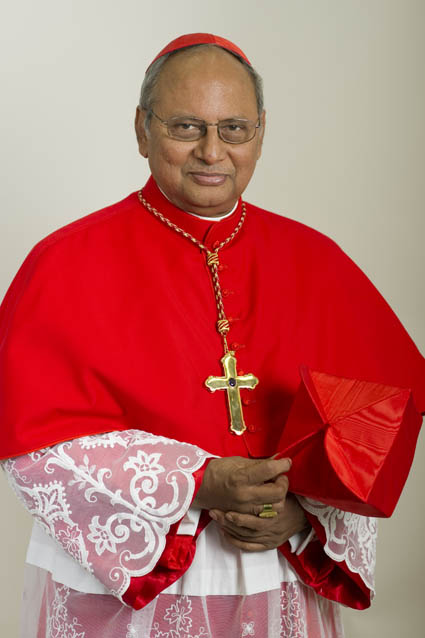
O cardeal Albert Malcolm Ranjith Patabendige Don com sua cruz peitoral

Cruz peitoral é uma cruz que os bispos ocidentais levam pendente sobre o peito, ou o medalhão que de forma semelhante levam os bispos orientais. É uma das Insígnias Episcopais usada pelos sacerdotes que conta de um crucifixo pendendo com um cordão ou em corrente simples. O cordão que sustenta a cruz peitoral, em ocasiões do Liturgicum, é diferenciado pelo cordão que estará, às vezes, em uma cor específica (havendo sua exceção se for uma corrente) para cada grau do sacerdócio, por exemplo: para bispos e arcebispos o cordão tem as cores em verde-dourado, vermelho-dourado para os Cardeais e apenas dourado para o Papa.
Este objeto das Insígnias episcopais é um importante símbolo cujo uso remonta ao século XIII e que contém em seu interior, geralmente, relíquias de santos e mártires. Pendendo dos ombros dos sacerdotes, tal cruz está constantemente diante do Prelado, o que serve para lembrá-lo a todo instante de Cristo Senhor Nosso, que morrera por ele no Calvário e a Fé que ele professa com seu próprio sangue.
Sobre a história do uso da cruz peitoral, sabe-se que já para os primeiros cristãos era costume portar algum objeto sagrado que servia para evocar a lembrança de Nosso Senhor Jesus Cristo, tal como temos hoje os Evangelhos, o Crucifixo e as solenidades de Nosso Senhor, logo, desde aquela época já havia esta concepção de eles quererem representar a Vida de Cristo. Naqueles tempos, quando o perigo era grande, às vezes traziam consigo no peito a Santíssima Eucaristia.
Mais tarde, em tempos à frente, tendo diminuído as perseguições contra todos aqueles que se diziam cristãos e seguidores do caminho, passou-se a usar a Cruz no peito, como sinal claro e distintivo de fiel cristão. A partir do século XIII, como disse, o uso da cruz peitoral passou a ser um sinal distintivo próprio dos sacerdotes.

## Algumas cruzes peitorais

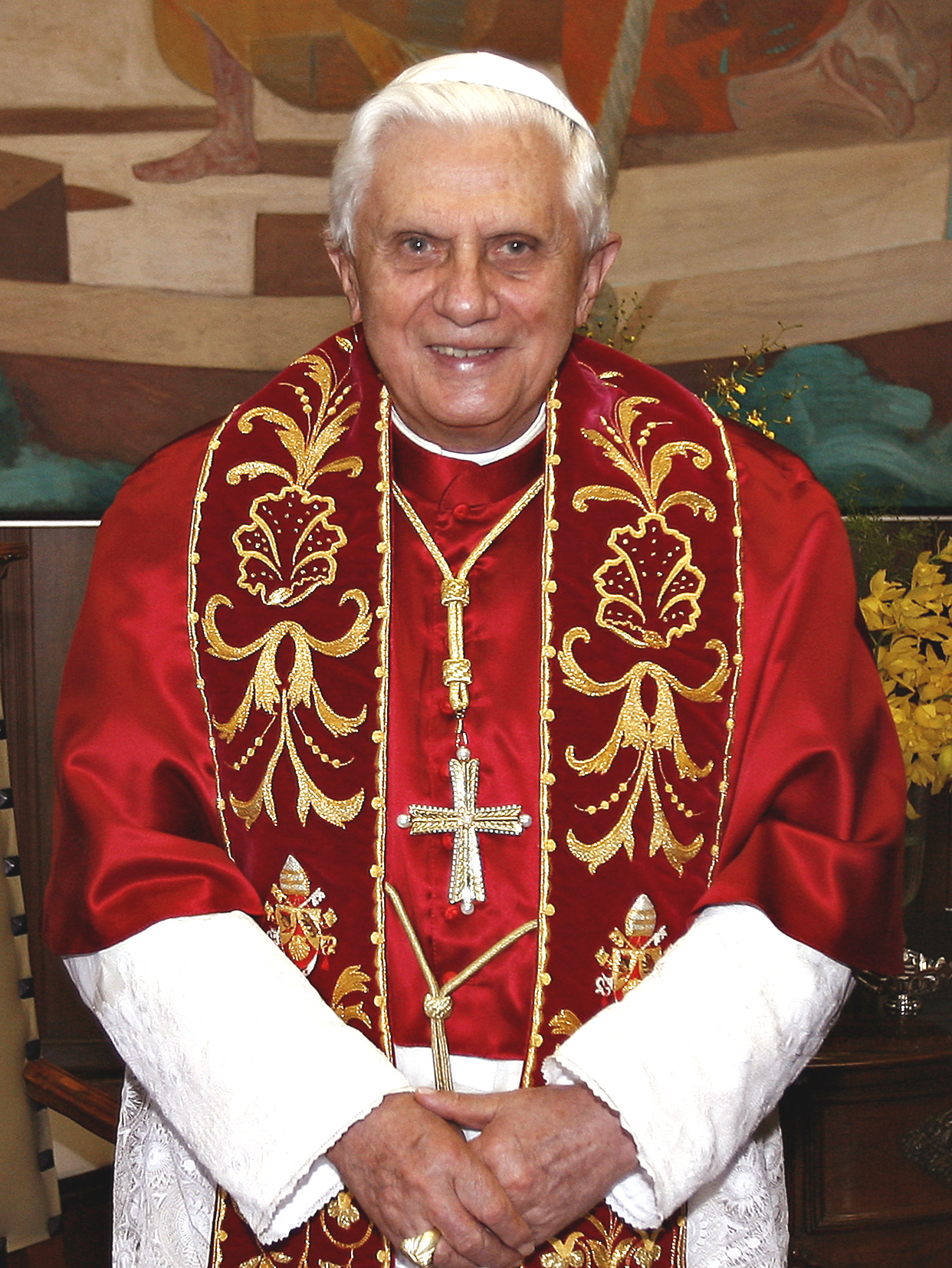
Papa Bento XVI
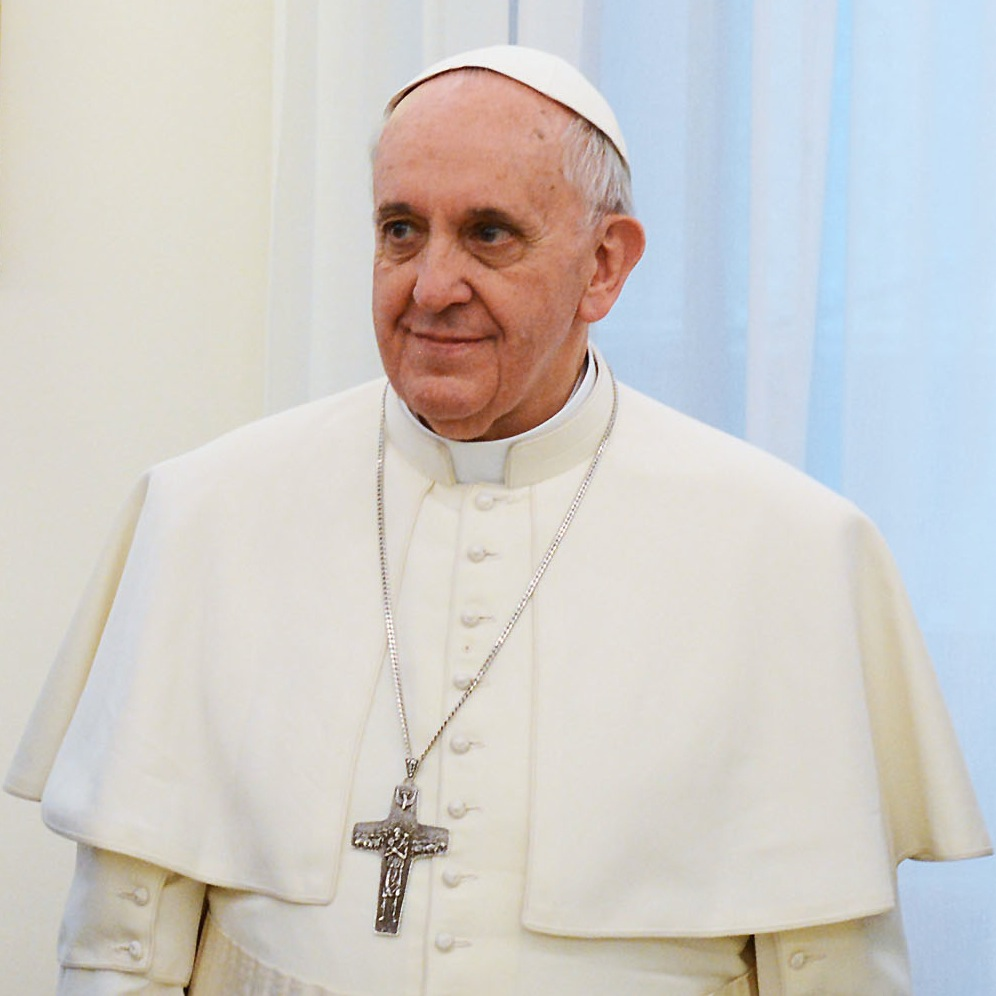
Papa Francisco
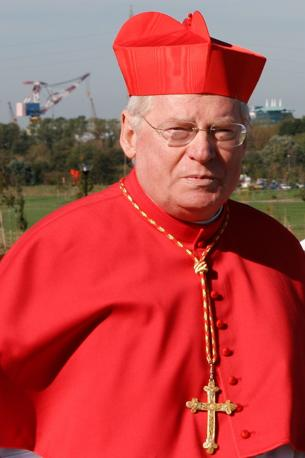
O cardeal Angelo Scola
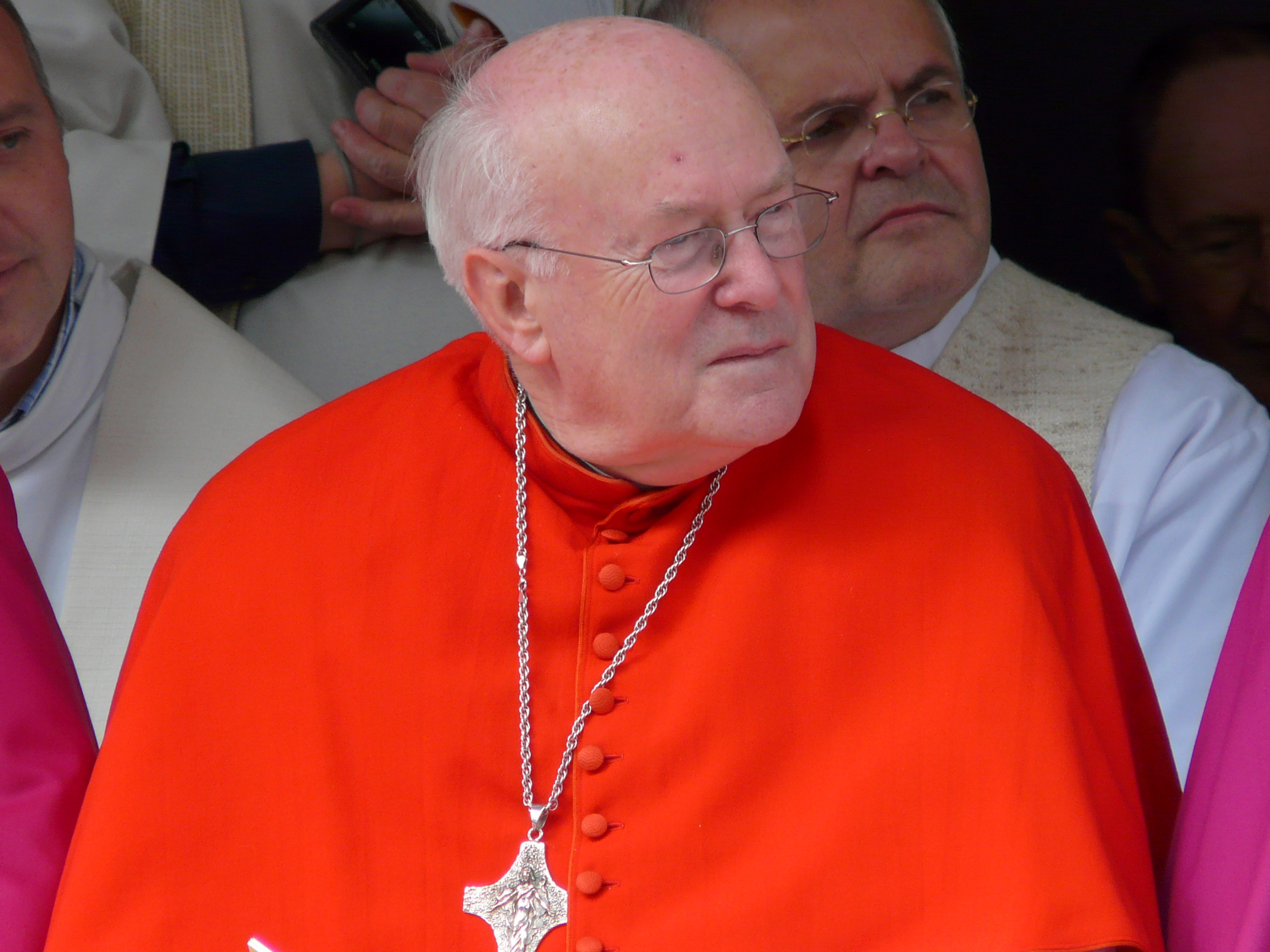
O Cardeal Godfried Danneels
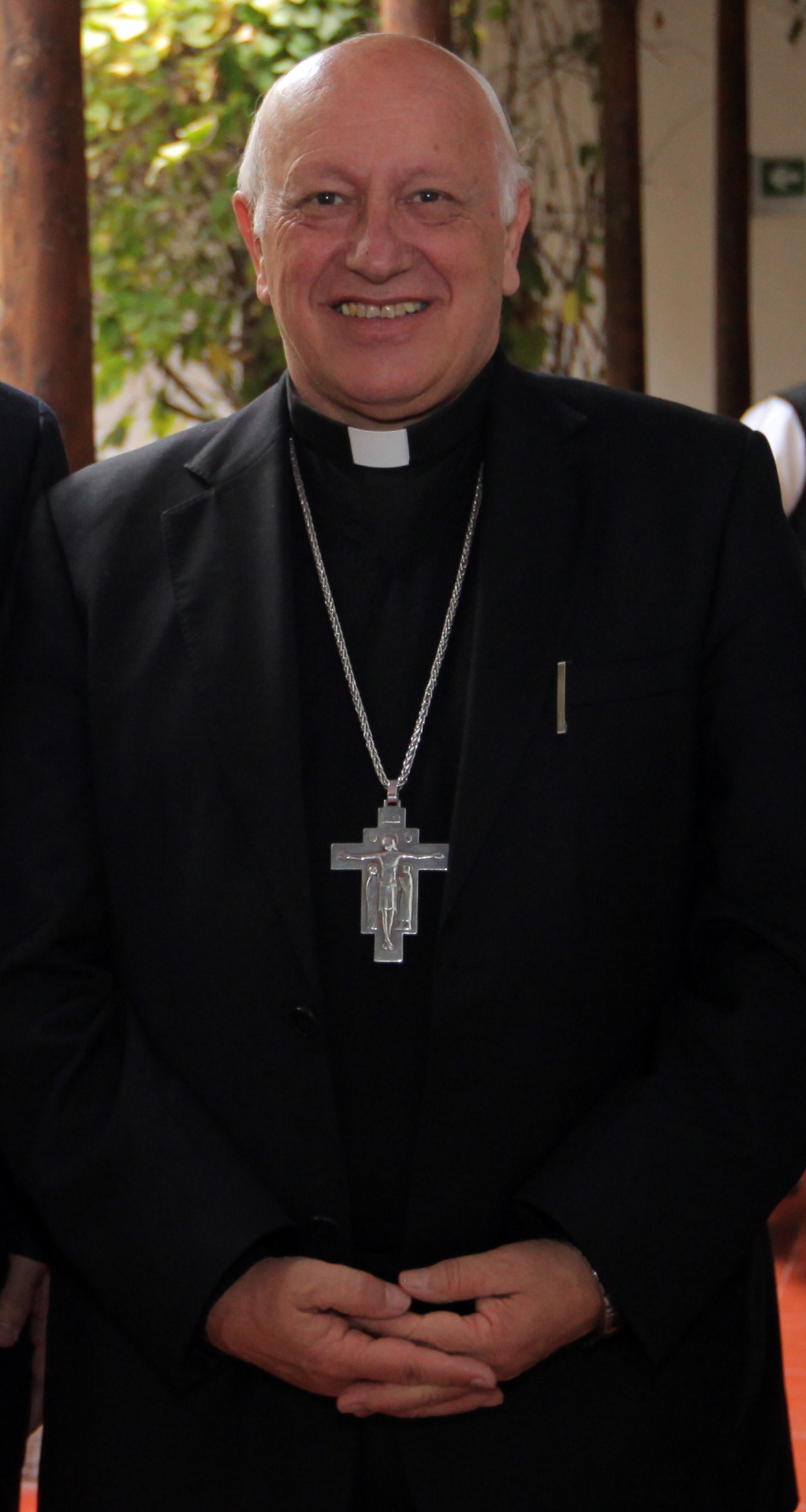
O cardeal Ricardo Ezzati Andrello

## Bibliografía
- Cæremoniale Episcoporum, Cidade do Vaticano, Libreria Editrice Vaticana, 1984